# Céhláda

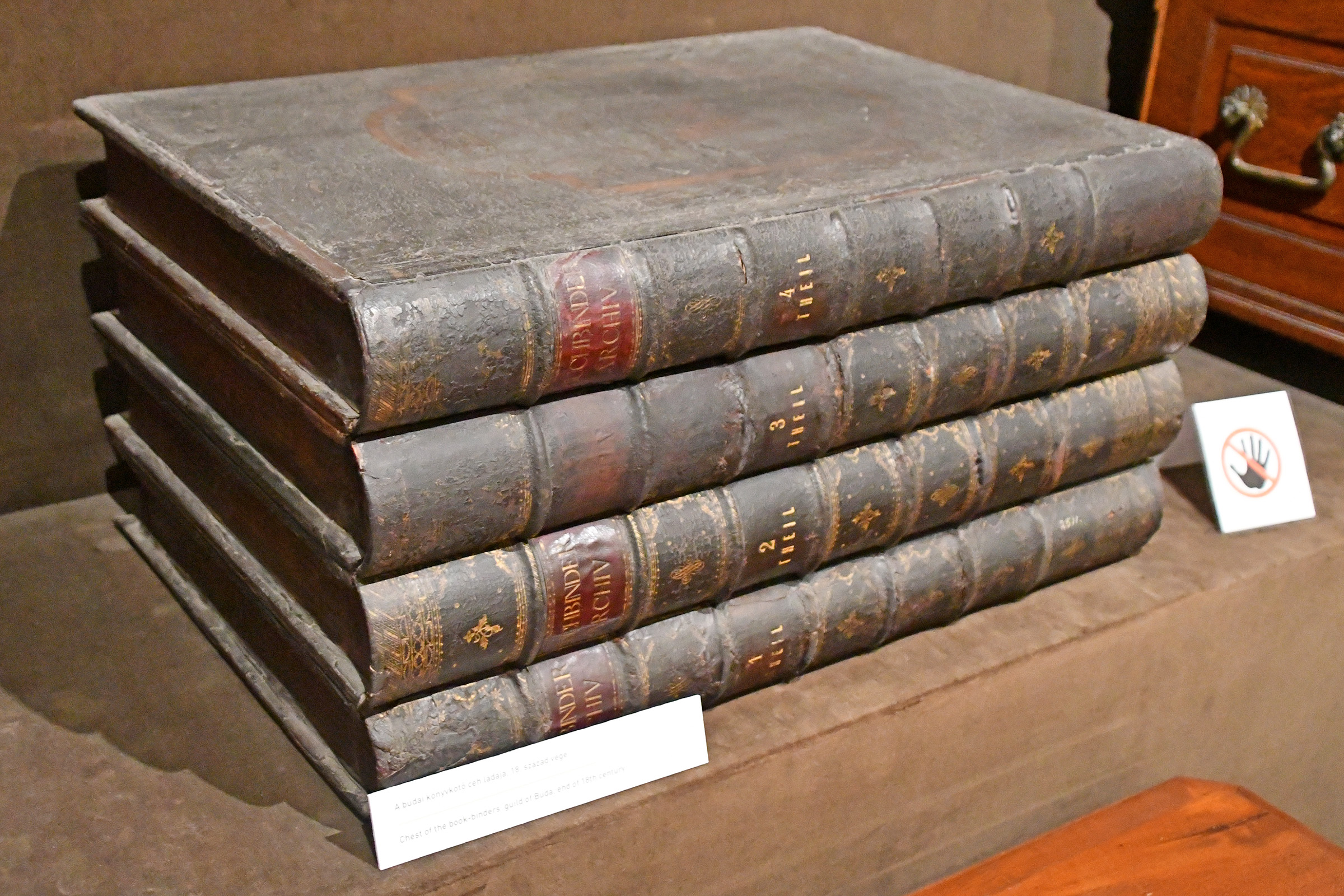
A budai könyvkötőcéh ládája a 18. század elejéről (Kiscelli Múzeum)

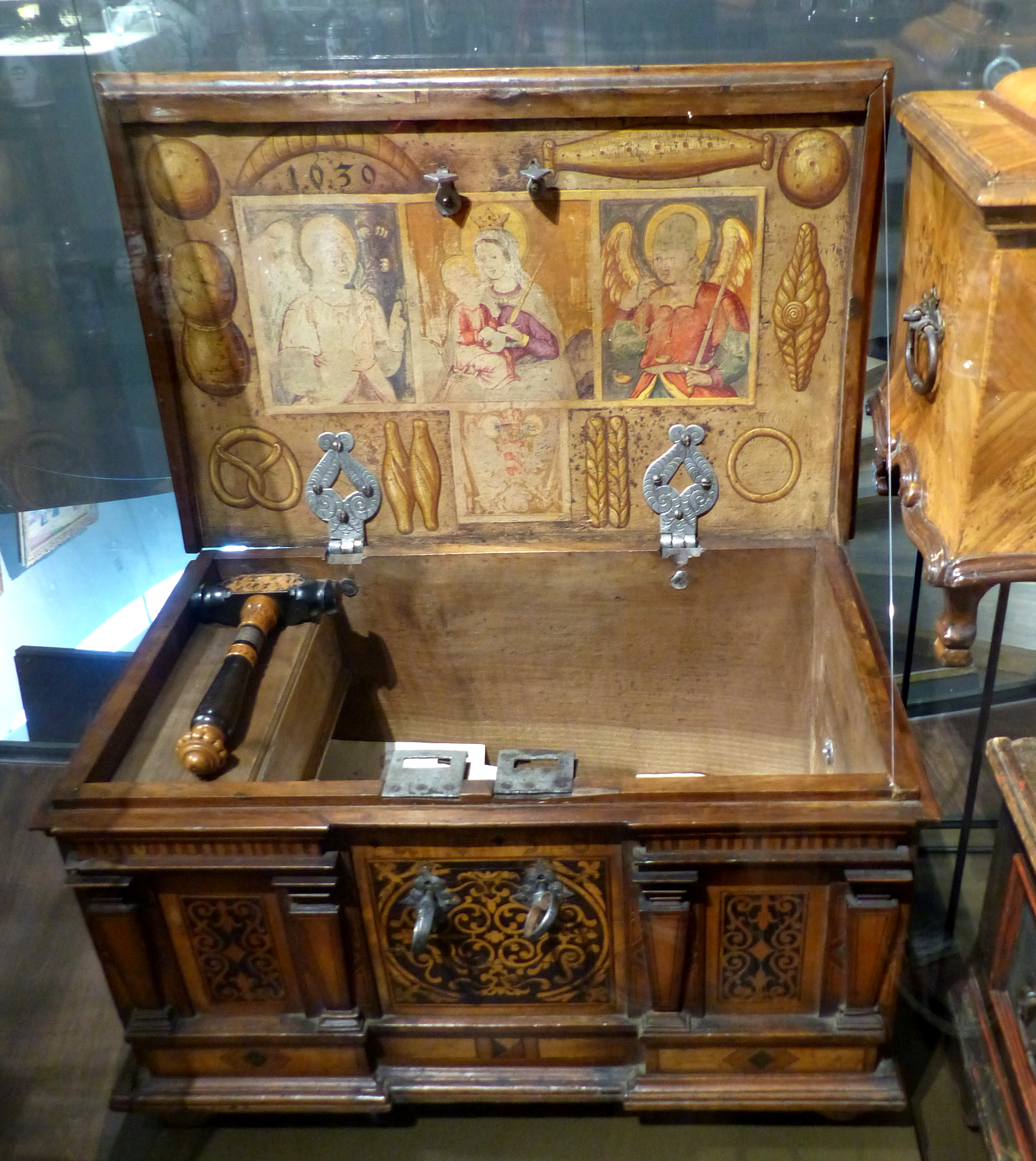
A felső-ausztriai Asten pékeinek ládája 1639-ből

A céhláda a céhlevél és a céh többi irata, valamint a céh vagyonának, értékeinek és jelképeinek tárolására szolgáló láda volt, eképpen önmaga is a céh jelképei közé tartozott. Rendszerint emblémák, címerek, feliratok díszítették. A ládát a céh valamennyi jelentősebb rendezvényére (ünnep, céhgyűlés stb.) ünnepélyesen felnyitották.
Őrzése a céhmester feladata volt, de a biztonság kedvéért a ládát két kulccsal zárták, és ebből csak az egyik volt a céhmesternél; a másikat helyettese, az éppen ezért kulcsosmesternek is nevezett céhalmester tartotta magánál.
A céhlegények iratait külön ládában őrizték; ez volt a legényláda (társláda).
A legkorábbi céhládák a 15. századból maradtak fenn.